# 3-й Каховський провулок (Житомир)
3-й Каховський провулок — провулок в Богунському районі міста Житомира.

## Характеристики
Розташований на Мальованці. Бере початок з вулиці Кармелюка. Прямує на північний захід. Завершується перехрестям з 1-м Каховським провулком. Протяжність — 300 м.

## Історія
Виник і отримав назву у 1950-х роках. У першій половині XX століття за місцем розташування провулка пролягав провулок Гаркавенка. До кінця 1960-х років забудова провулка переважно сформувалася.